# 克羅利夫卡
46°24′42″N 29°9′17″E / 46.41167°N 29.15472°E
克羅利夫卡（烏克蘭語：Кролівка）是位於烏克蘭西南部的村莊，由敖德萨州博爾赫拉德區的博羅迪諾市鎮負責管轄。該村始建於1912年，面積0.26平方公里，海拔高度153米，2001年人口89，人口密度每平方公里342.31人。